# Toronto Raptors 2009-2010
La stagione 2009-10 dei Toronto Raptors fu la 15ª stagione disputata dalla squadra canadese nella NBA.
La stagione inizia con l'intenso attivismo sul mercato di Bryan Colangelo, che porta a una rivoluzione totale della squadra, con la conferma di soli tre giocatori della passata stagione: Andrea Bargnani, José Calderón e Chris Bosh.
I primi movimenti iniziano il 9 giugno 2009 quando Jason Kapono viene scambiato con i Philadelphia 76ers in cambio di Reggie Evans.
Il 25 giugno al Draft NBA 2009 Toronto chiama con la nona scelta DeMar DeRozan dalla University of Southern California.
I Raptors inoltre, battendo in extremis la concorrenza dei Portland Trail Blazers, riescono ad accaparrarsi le prestazioni del free-agent Hidayet Türkoğlu protagonista di una grande stagione nel 2008/09 con gli Orlando Magic. Di contraccolpo però lo svincolato Anthony Parker decide di lasciare Toronto per approdare ai Cleveland Cavaliers. Nel contempo il GM Bryan Colangelo riesce a portare in Canada, attraverso una sign-and-trade che coinvolge ben 4 squadre (Toronto, Dallas, Orlando e Memphis), Devean George e Antoine Wright (ex Mavericks), liberandosi di Kris Humphries, Shawn Marion e Nathan Jawai (tutti accasatisi a Dallas). Poco tempo dopo però, George viene scambiato per la guardia dei Golden State Warriors, Marco Belinelli che segue così le sorti del suo compagno di nazionale Bargnani.
Nel contempo i Raptors riescono ad acquisire anche le prestazioni di Jarrett Jack e Radoslav Nesterovič (per il secondo si tratta di un ritorno) entrambi reduci da una stagione agli Indiana Pacers.
Il 17 agosto 2009 attraverso una sign-and-trade che porta la guardia spagnola Carlos Delfino ai Bucks, Toronto acquisisce le prestazioni di Amir Johnson e Sonny Weems (entrambi provenienti da Milwaukee); nell'operazione viene coinvolto anche il giovane playmaker serbo Roko Ukić che, chiuso nelle rotazioni dal nuovo acquisto Jack, si trasferisce ai Bucks.

## Risultati
I Toronto Raptors chiudono la stagione con un record (40-42) con il 48,8%; secondo posto nell'Atlantic Division e nono posto conclusivo nella Eastern Conference; non qualificandosi così per i play-off.

## Arrivi/partenze

### Draft
| Giro | Scelta | Giocatore     | Ruolo | Nazione     | College                           |
| ---- | ------ | ------------- | ----- | ----------- | --------------------------------- |
| 1    | 9      | DeMar DeRozan | SG/AP | Stati Uniti | University of Southern California |

### Mercato

#### Acquisti
| Giocatore         | Firmato     | Provenienza |
| Pops Mensah-Bonsu | 16 novembre | svincolato  |
| Joey Dorsey       | 4 aprile    | svincolato  |

#### Cessioni
| Giocatore         | Ceduto      | Destinazione |
| Quincy Douby      | 13 novembre | svincolato   |
| Pops Mensah-Bonsu | 5 gennaio   | CSKA Mosca   |

## Roster 2009-2010
| N° | Naz.                   | Ruolo | Sportivo            |  | Alt. |  |
| -- | ---------------------- | ----- | ------------------- |  | ---- |  |
| 0  | Italia (bandiera)      | SG    | Marco Belinelli     |  | 198  |  |
| 1  | Stati Uniti (bandiera) | PG/SG | Jarrett Jack        |  | 192  |  |
| 3  | Stati Uniti (bandiera) | PG    | Marcus Banks        |  | 189  |  |
| 4  | Stati Uniti (bandiera) | AG    | Chris Bosh          |  | 208  |  |
| 7  | Italia (bandiera)      | AG/C  | Andrea Bargnani     |  | 213  |  |
| 8  | Spagna (bandiera)      | PG    | José Calderón       |  | 191  |  |
| 10 | Stati Uniti (bandiera) | SG/AP | DeMar DeRozan       |  | 204  |  |
| 12 | Slovenia (bandiera)    | C     | Radoslav Nesterovič |  | 213  |  |
| 13 | Stati Uniti (bandiera) | C     | Patrick O'Bryant    |  | 213  |  |
| 15 | Stati Uniti (bandiera) | AG    | Amir Johnson        |  | 210  |  |
| 21 | Stati Uniti (bandiera) | AP    | Antoine Wright      |  | 201  |  |
| 24 | Stati Uniti (bandiera) | AP    | Sonny Weems         |  | 201  |  |
| 26 | Turchia (bandiera)     | AP    | Hidayet Türkoğlu    |  | 208  |  |
| 30 | Stati Uniti (bandiera) | AG    | Reggie Evans        |  | 203  |  |
| 44 | Regno Unito (bandiera) | AG    | Pops Mensah-Bonsu   |  | 206  |  |

## Staff tecnico
- Allenatore: Jay Triano
- Vice-allenatori: Marc Iavaroni, Alex English, Micah Nori, Eric Hughes, Alvin Williams
- Preparatore fisico: Francesco Cuzzolin
- Preparatore atletico: Scott McCullough

## Regular season

### Ottobre 2009
| Toronto 28 ottobre 2009 | Toronto Raptors | 101 – 91 | Cleveland Cavaliers | Air Canada Center |

| Memphis 30 ottobre 2009 | Memphis Grizzlies | 115 – 107 | Toronto Raptors | FedExForum |

### Novembre 2009
| Toronto 1º novembre 2009 | Toronto Raptors | 116 – 125 | Orlando Magic | Air Canada Center |

| Toronto 4 novembre 2009 | Toronto Raptors | 110 – 99 | Detroit Pistons | Air Canada Center |

| New Orleans 6 novembre 2009 | N.O. Hornets | 90 – 107 | Toronto Raptors | New Orleans Arena |

| Dallas 7 novembre 2009 | Dallas Mavericks | 129 – 101 | Toronto Raptors | American Airlines Center |

| San Antonio 9 novembre 2009 | San Antonio Spurs | 131 – 124 | Toronto Raptors | AT&T Center |

| Toronto 11 novembre 2009 | Toronto Raptors | 99 – 89 | Chicago Bulls | Air Canada Center |

| Los Angeles 13 novembre 2009 | L.A. Clippers | 89 – 104 | Toronto Raptors | Staples Center |

| Phoenix 15 novembre 2009 | Phoenix Suns | 101 – 100 | Toronto Raptors | US Airways Center |

| Denver 17 novembre 2009 | Denver Nuggets | 130 – 112 | Toronto Raptors | Pepsi Center |

| Salt Lake City 18 novembre 2009 | Utah Jazz | 104 – 91 | Toronto Raptors | EnergySolutions Arena |

| Toronto 20 novembre 2009 | Toronto Raptors | 120 – 113 | Miami Heat | Air Canada Center |

| Toronto 22 novembre 2009 | Toronto Raptors | 96 – 104 | Orlando Magic | Air Canada Center |

| Toronto 24 novembre 2009 | Toronto Raptors | 123 – 112 | Indiana Pacers | Air Canada Center |

| Charlotte 25 novembre 2009 | Charlotte Bobcats | 126 – 81 | Toronto Raptors | Time Warner Cable Arena |

| Boston 27 novembre 2009 | Boston Celtics | 116 – 103 | Toronto Raptors | TD Banknorth Garden |

| Toronto 29 novembre 2009 | Toronto Raptors | 94 – 113 | Phoenix Suns | Air Canada Center |

### Dicembre 2009
| Toronto 1º dicembre 2009 | Toronto Raptors | 102 – 106 | Wash. Wizards | Air Canada Center |

| Atlanta 2 dicembre 2009 | Atlanta Hawks | 146 – 115 | Toronto Raptors | Philips Arena |

| Washington 4 dicembre 2009 | Wash. Wizards | 107 – 109 | Toronto Raptors | Verizon Center |

| Chicago 5 dicembre 2009 | Chicago Bulls | 78 – 110 | Toronto Raptors | United Center |

| Toronto 8 dicembre 2009 | Toronto Raptors | 94 – 88 | Minnesota T'wolves | Air Canada Center |

| Milwaukee 9 dicembre 2009 | Milwaukee Bucks | 117 – 95 | Toronto Raptors | Bradley Center |

| Toronto 11 dicembre 2009 | Toronto Raptors | 89 – 111 | Atlanta Hawks | Air Canada Center |

| Toronto 13 dicembre 2009 | Toronto Raptors | 101 – 88 | Houston Rockets | Air Canada Center |

| Miami 15 dicembre 2009 | Miami Heat | 115 – 95 | Toronto Raptors | AmericanAirlines Arena |

| Orlando 16 dicembre 2009 | Orlando Magic | 118 – 99 | Toronto Raptors | Amway Arena |

| Toronto 18 dicembre 2009 | Toronto Raptors | 118 – 95 | N.J. Nets | Air Canada Center |

| Toronto 20 dicembre 2009 | Toronto Raptors | 98 – 92 | N.O. Hornets | Air Canada Center |

| Detroit 23 dicembre 2009 | Detroit Pistons | 64 – 94 | Toronto Raptors | The Palace of Auburn Hills |

| Toronto 27 dicembre 2009 | Toronto Raptors | 102 – 95 | Detroit Pistons | Air Canada Center |

| Toronto 30 dicembre 2009 | Toronto Raptors | 107 – 103 | Charlotte Bobcats | Air Canada Center |

### Gennaio 2010
| Boston 2 gennaio 2010 | Boston Celtics | 103 – 96 | Toronto Raptors | TD Banknorth Garden |

| Toronto 3 gennaio 2010 | Toronto Raptors | 91 – 86 | San Antonio Spurs | Air Canada Center |

| Orlando 6 gennaio 2010 | Orlando Magic | 103 – 108 | Toronto Raptors | Amway Arena |

| Filadelfia 8 gennaio 2010 | Philadelphia 76ers | 106 – 108 | Toronto Raptors | Wachovia Center |

| Toronto 10 gennaio 2010 | Toronto Raptors | 107 – 114 | Boston Celtics | Air Canada Center |

| Indianapolis 11 gennaio 2010 | Indiana Pacers | 105 – 101 | Toronto Raptors | Conseco Fieldhouse |

| New York 15 gennaio 2010 | N.Y. Knicks | 104 – 112 | Toronto Raptors | Madison Square Garden |

| Toronto 17 gennaio 2010 | Toronto Raptors | 110 – 88 | Dallas Mavericks | Air Canada Center |

| Cleveland 19 gennaio 2010 | Cleveland Cavaliers | 108 – 100 | Toronto Raptors | Quicken Loans Arena |

| Milwaukee 20 gennaio 2010 | Milwaukee Bucks | 113 – 107 | Toronto Raptors | Bradley Center |

| Toronto 22 gennaio 2010 | Toronto Raptors | 101 – 96 | Milwaukee Bucks | Air Canada Center |

| Toronto 24 gennaio 2010 | Toronto Raptors | 106 – 105 | L.A. Lakers | Air Canada Center |

| Toronto 27 gennaio 2010 | Toronto Raptors | 111 – 103 | Miami Heat | Air Canada Center |

| New York 28 gennaio 2010 | N.Y. Knicks | 104 – 106 | Toronto Raptors | Madison Square Garden |

| Toronto 31 gennaio 2010 | Toronto Raptors | 117 – 102 | Indiana Pacers | Air Canada Center |

### Febbraio 2010
| Indianapolis 2 febbraio 2010 | Indiana Pacers | 130 – 115 | Toronto Raptors | Conseco Fieldhouse |

| Toronto 3 febbraio 2010 | Toronto Raptors | 108 – 99 | N.J. Nets | Air Canada Center |

| Toronto 7 febbraio 2010 | Toronto Raptors | 115 – 104 | Sacramento Kings | Air Canada Center |

| Toronto 10 febbraio 2010 | Toronto Raptors | 104 – 93 | Philadelphia 76ers | Air Canada Center |

| Toronto 17 febbraio 2010 | Toronto Raptors | 102 – 109 | Memphis Grizzlies | Air Canada Center |

| East Rutherford 19 febbraio 2010 | N.J. Nets | 89 – 106 | Toronto Raptors | Izod Center |

| Toronto 20 febbraio 2010 | Toronto Raptors | 109 – 104 | Wash. Wizards | Air Canada Center |

| Toronto 24 febbraio 2010 | Toronto Raptors | 87 – 101 | Portland T. Blazers | Air Canada Center |

| Toronto 26 febbraio 2010 | Toronto Raptors | 118 – 126 | Cleveland Cavaliers | Air Canada Center |

| Toronto 28 febbraio 2010 | Oklahoma Thunder | 119 – 99 | Toronto Raptors | Ford Center |

### Marzo 2010
| Houston 1º marzo 2010 | Houston Rockets | 116 – 92 | Toronto Raptors | Toyota Center |

| Toronto 5 marzo 2010 | Toronto Raptors | 102 – 96 | N.Y. Knicks | Air Canada Center |

| Toronto 7 marzo 2010 | Toronto Raptors | 101 – 114 | Philadelphia 76ers | Air Canada Center |

| Los Angeles 9 marzo 2010 | L.A. Lakers | 109 – 107 | Toronto Raptors | Staples Center |

| Sacramento 10 marzo 2010 | Sacramento Kings | 113 – 90 | Toronto Raptors | ARCO Arena |

| Oakland 13 marzo 2010 | G.S. Warriors | 124 – 112 | Toronto Raptors | Oracle Arena |

| Portland 14 marzo 2010 | Portland T. Blazers | 109 – 98 | Toronto Raptors | Rose Garden Arena |

| Toronto 17 marzo 2010 | Toronto Raptors | 106 – 105 | Atlanta Hawks | Air Canada Center |

| Toronto 19 marzo 2010 | Toronto Raptors | 89 – 115 | Oklahoma Thunder | Air Canada Center |

| East Rutherford 20 marzo 2010 | N.J. Nets | 90 – 100 | Toronto Raptors | Izod Center |

| Minneapolis 22 marzo 2010 | Minnesota T'wolves | 100 – 106 | Toronto Raptors | Target Center |

| Toronto 24 marzo 2010 | Toronto Raptors | 87 – 113 | Utah Jazz | Air Canada Center |

| Toronto 26 marzo 2010 | Toronto Raptors | 96 – 97 | Denver Nuggets | Air Canada Center |

| Miami 28 marzo 2010 | Miami Heat | 97 – 94 | Toronto Raptors | AmericanAirlines Arena |

| Charlotte 29 marzo 2010 | Charlotte Bobcats | 101 – 103 | Toronto Raptors | Time Warner Cable Arena |

| Toronto 31 marzo 2010 | Toronto Raptors | 114 – 92 | L.A. Clippers | Air Canada Center |

### Aprile 2010
| Filadelfia 3 aprile 2010 | Philadelphia 76ers | 123 – 128 | Toronto Raptors | Wachovia Center |

| Toronto 4 aprile 2010 | Toronto Raptors | 112 – 113 | G.S. Warriors | Air Canada Center |

| Cleveland 6 aprile 2010 | Cleveland Cavaliers | 113 – 101 | Toronto Raptors | Quicken Loans Arena |

| Toronto 7 aprile 2010 | Toronto Raptors | 104 – 115 | Boston Celtics | Air Canada Center |

| Atlanta 9 aprile 2010 | Atlanta Hawks | 107 – 101 | Toronto Raptors | Philips Arena |

| Toronto 11 aprile 2010 | Toronto Raptors | 88 – 104 | Chicago Bulls | Air Canada Center |

| Detroit 12 aprile 2010 | Detroit Pistons | 97 – 111 | Toronto Raptors | The Palace of Auburn Hills |

| Toronto 14 aprile 2010 | Toronto Raptors | 131 – 113 | N.Y. Knicks | Air Canada Center |